# Распятый мальчик
«Распя́тый ма́льчик» («Беженка из Славянска вспоминает, как при ней казнили маленького сына и жену ополченца», «Телесюжет о „распятом мальчике“») — новостной телесюжет, показанный 12 и 13 июля 2014 года на Первом канале российского телевидения.
В репортаже содержались ложные свидетельства о якобы имевших место издевательствах украинских силовиков над жителями города Славянска в Донецкой области Украины, поддерживавшими самопровозглашённую ДНР, в том числе о распятии трёхлетнего мальчика на глазах у его матери.
Скандальный сюжет получил значительный общественный резонанс. Одни увидели в нём свидетельство крайнего непрофессионализма и использования российских государственных СМИ в информационной войне с целью разжигания ненависти и вражды, другие — доказательство того, что дезинформация и ложь стали нормой для российских государственных СМИ, третьи упоминают этот телесюжет в ряду наиболее ярких проявлений так называемой «политики постправды», которая в последнее время становится преобладающей в самых различных общественных системах, где Россия не является исключением. «Распятый мальчик» стал символом абсурдности российской пропаганды, словосочетанием, обозначающим абсурдно неправдивую информацию.

## Сюжет
Вечером 12 июля 2014 года на Первом канале был продемонстрирован сюжет «Беженка из Славянска вспоминает, как при ней казнили маленького сына и жену ополченца» авторства журналистки Юлии Чумаковой. В нём женщина, представившаяся уроженкой Закарпатья Галиной Пышняк, рассказала о событиях, якобы произошедших сразу после того, как украинские военные восстановили контроль над Славянском, вытеснив сепаратистов ДНР:
 Центр города. Площадь Ленина. Наш Горисполком — это единственная площадь, куда можно согнать всех людей. На площади собрали женщин, потому что мужиков больше нет. Женщины, девочки, старики. И это называется показательная казнь. Взяли ребёнка трёх лет, мальчика маленького, в трусиках, в футболке, как Иисуса, на доску объявлений прибили. Один прибивал, двое держали. И это всё на маминых глазах. Маму держали. И мама смотрела, как ребёнок истекает кровью. Крики. Визги. И ещё взяли надрезы сделали, чтоб ребёнок мучился. Там невозможно было. Люди сознание теряли. А потом, после того как полтора часа ребёнок мучился и умер, взяли маму, привязали до танка без сознания и по площади три круга провели. А круг площади — километр.
История наполнена отсылками к нацистам, изображает украинских военных как «карателей хуже фашистов».
Повторно этот же сюжет показали на Первом канале на следующий день, 13 июля 2014 года, в еженедельной информационной программе Ирады Зейналовой.
Как выяснили журналисты «Новой газеты» и интернет-ресурса Slon.ru, незадолго до этого аналогичные сообщения уже появлялись в социальных сетях. Так, ещё 9 июля активный сторонник «Русской весны» Александр Дугин опубликовал в фейсбуке текст о распятии в Славянске шестилетнего мальчика и расстреле всех мужчин Славянска младше 35 лет. 11 июля аналогичный рассказ был размещён в сообществе «ВКонтакте» «Сводки от Стрелкова».

## Расследование

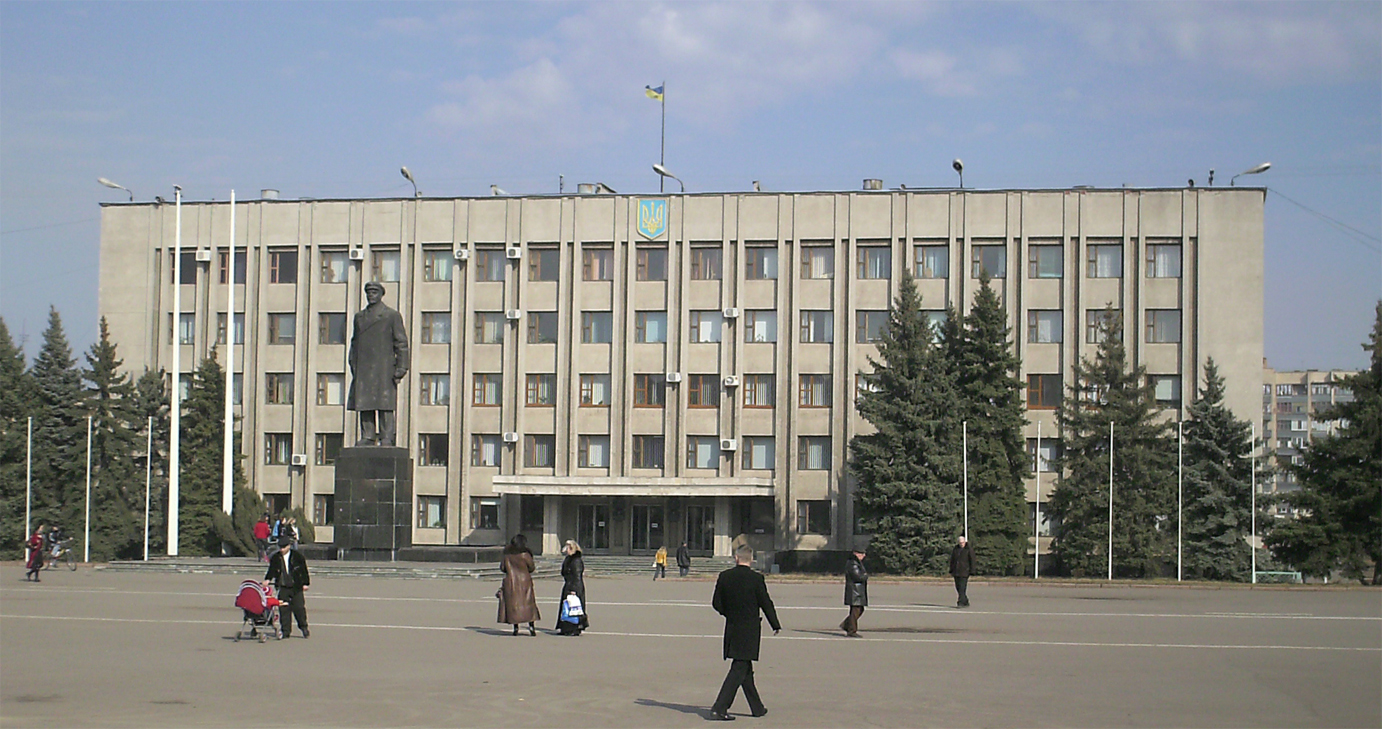
Площадь Октябрьской Революции (сейчас Соборная) перед Славянским городским советом

Личность женщины, давшей интервью, была выявлена почти сразу — ею действительно оказалась жительница Славянска Галина Пышняк, приехавшая в город из Закарпатья за несколько лет до описываемых событий. Её муж, как утверждается, был сотрудником местной милиции, который присоединился к отряду Стрелкова.
Посетивший прифронтовой Славянск корреспондент «Новой газеты» Евгений Фельдман опросил несколько десятков местных жителей, и ни один из них не подтвердил информацию из нашумевшего сюжета. Аналогичный результат имело расследование, проведённое журналистами «Дождя».
Никаких результатов не дали поиски документальных материалов, которые могли бы подтвердить эту историю, в Интернете (хотя фото- и видеоматериалы о действиях украинских военных в Славянске доступны в больших количествах).
Также журналисты Русской службы Би-би-си и журналист «Новой газеты» О. Д. Мусафирова обнаружили, что некоторые утверждения сюжета заведомо не соответствуют действительности. Например, в Славянске отсутствует площадь Ленина, на которую якобы согнали местных жителей.
Журналисты «Новой газеты» Ольга Мусафирова и Виктория Макаренко заявили, что руководитель южно-российского бюро Первого канала Юлия Чумакова, записавшая скандальное видео, в категорической форме отказалась общаться с журналистами «Новой газеты», которые попытались выяснить подробности создания сюжета, и перенаправила их в дирекцию общественных связей телекомпании.
Вновь вопрос об этом сюжете всплыл 18 декабря 2014 года, во время очередного общения Владимира Путина с прессой. Ксения Собчак привела его в качестве примера к вопросу о разжигании ненависти на российском телевидении. Однако вопрос остался без ответа. Через три дня, 21 декабря, Ирада Зейналова в эфире передачи «Время» заявила, что «у журналистов не было и нет доказательств этой трагедии, но это реальный рассказ реально существующей женщины, бежавшей из ада в Славянске».
В апреле 2021 года на телеканале «Дождь» в программе «Fake News» было показано интервью Маши Борзуновой с Пышняк, в котором та подтвердила свои слова о «распятом мальчике», однако при этом призналась, что рассказала историю с чужих слов, что сожалеет о последствиях для неё и что в России к ней «очень плохо» относятся, когда узнают, что она — беженка.

## Оценки
Показ по центральному российскому государственному каналу сюжета о «распятом мальчике» использовался исследователями как свидетельство того, что дезинформация и ложь стали нормой для современных российских СМИ. Журналист Аркадий Островский усматривает аналогию между этим приёмом и теми, что использовались для разжигания ненависти во время еврейских погромов в Российской империи.
Журналист Дэвид Сэттер в своей книге «Чем меньше вы знаете, тем лучше вы спите: путь России к террору и диктатуре при Ельцине и Путине» высказал мнение, что телесюжет имел целью разжигание националистической истерии. C этим мнением согласна и публицист Линда Кинстлер, отмечавшая в журнале «The Atlantic», что телесюжет успел распространиться по российскому интернету, усилив антиукраинские настроения и настроив население на поддержку боевых действий.
Филолог Оксана Иссерс отмечает, что в социальных сетях этот телесюжет считают образцом журналистской фальшивки — заведомо недостоверной, абсурдной информации. Журналист-фактчекер Евгений Федченко, сравнивая сюжет с аналогичными историями о распятых солдатах, использовавшимися в пропагандистских целях во время Первой мировой войны, называл телесюжет «прекрасным образцом пропаганды» (англ. good piece of propaganda).
Редактор журнала «Fortune» Энн ВандерМей в своей статье для «The Wilson Quarterly» рассматривала «распятого мальчика» как часть более широкой информационно-пропагандистской кампании российского руководства, основные направления которой иногда называют «4 D» — англ. dismiss, distract, distort, dismay (отрицание, отвлечение внимания, искажение фактов, запугивание). В развёрнутой статье в журнале «The Economist» «фальшивые зверства» из сюжета Первого канала приводились в качестве одного из свидетельств того, что в России, как и во многих других странах, политика постправды становится преобладающим направлением политической культуры.

## В массовой культуре
«Распятый мальчик» упоминается в песне «Ополченская лезгинка» Вадима Степанцова: «Украинский солдат младенца распинает. Ополченец свою мать и отец стреляет».